# Mtipa
Mtipa ist ein Verwaltungsbezirk (englisch Ward) des Distrikts Singida (MC) in der tansanischen Region Singida.

## Geografie
Mtipa ist ein Bezirk im nördlichen Zentralteil von Tansania, er liegt im Norden der Regionshauptstadt Singida. Im Süden hat der Bezirk Anteil am See Singida. Bei einer Höhenlage von rund 1500 Metern fallen jährlich 600 bis 800 Millimeter Regen. Bei der Volkszählung 2022 lebten 12.770 Menschen in 2538 Haushalten auf einer Fläche von 106 Quadratkilometern.
Der Bezirk grenzt von Nordwesten bis Osten an den Distrikt Singida (DC) und sonst an vier Bezirke des Distrikts Singida (MC):
| Msisi   | Ughandi                                     | Ntonge   |
| Uhamaka | Kompassrose, die auf Nachbargemeinden zeigt | Kinyeto  |
| Mandewa | Mitunduruni                                 | Unyambwa |

## Gliederung
Der Bezirk besteht aus drei Gemeinden (swahili Mtaa) mit neun Orten (Kitongoji):
| Mtipa - Madukani - Mwampembee - Kibaoni - Mwembemoja - Nyunjwi | Mtipa Mashariki | Manga - Mfigwa - Manga - Mfumbu - Sengasenga |

## Wirtschaft und Infrastruktur
- Landwirtschaft: Perlhirse und Sorghum sind die wichtigsten Nutzpflanzen, zum Verkauf werden auch Sonnenblumen angebaut.[9]
- Gesundheit: Im Bezirk liegen zwei staatliche Apotheken.[10][11]
- Bildung: Die Mtipa Secondary School ist eine staatliche Tagesschule mit einer Ausbildung bis zur 4. Stufe.[12]
- Verkehr: Durch den Westen des Bezirks verläuft die asphaltierte Nationalstraße T3 von Singida nach Tabora.[13]
- Sport: Im Jahr 2025 wurde in Mtipa das neue Stadion von Singida eröffnet.[14]